# Sisyra iridipennis
Sisyra iridipennis är en insektsart som beskrevs av A. Costa 1884. Sisyra iridipennis ingår i släktet Sisyra och familjen svampdjurssländor. Inga underarter finns listade i Catalogue of Life.